# Olivier Guersent
Olivier Guersent (* März 1962 in Chatou) ist ein französischer Beamter der Europäischen Union und seit Januar 2020 Generaldirektor der Generaldirektion Wettbewerb (DG COMP).

## Biografie
Olivier Guersent absolvierte 1983 ein Studium am Institut d’études politiques de Bordeaux. Er begann seine berufliche Laufbahn von 1986 bis 1992 bei der französischen Wettbewerbsbehörde. Anschließend wechselte er in den Dienst europäischer Institutionen, in denen er zahlreiche Positionen bekleidete, überwiegend im Bereich der Wettbewerbspolitik, unter anderem als Kabinettschef des EU-Kommissars Michel Barnier von 2010 bis 2014 und anschließend als stellvertretender Generaldirektor für Binnenmarktfinanzdienstleistungen. Von September 2015 bis Dezember 2019 amtierte er als Generaldirektor der DG FISMA. Seit Januar 2020 amtiert er als Generaldirektor der DG COMP.